# Thüringer Straße 21 (Gundelsdorf)

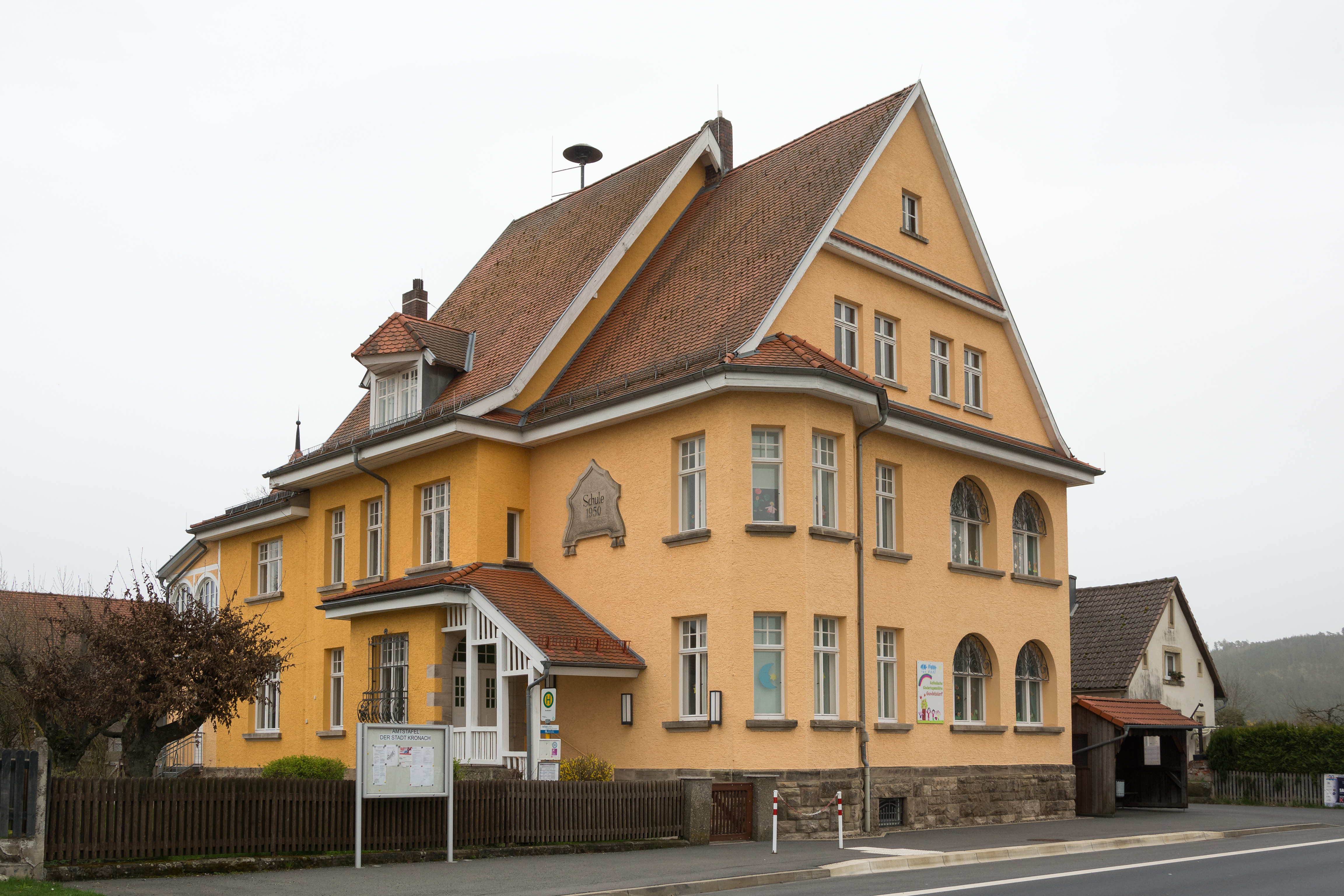
Hauptgebäude Thüringer Straße 21

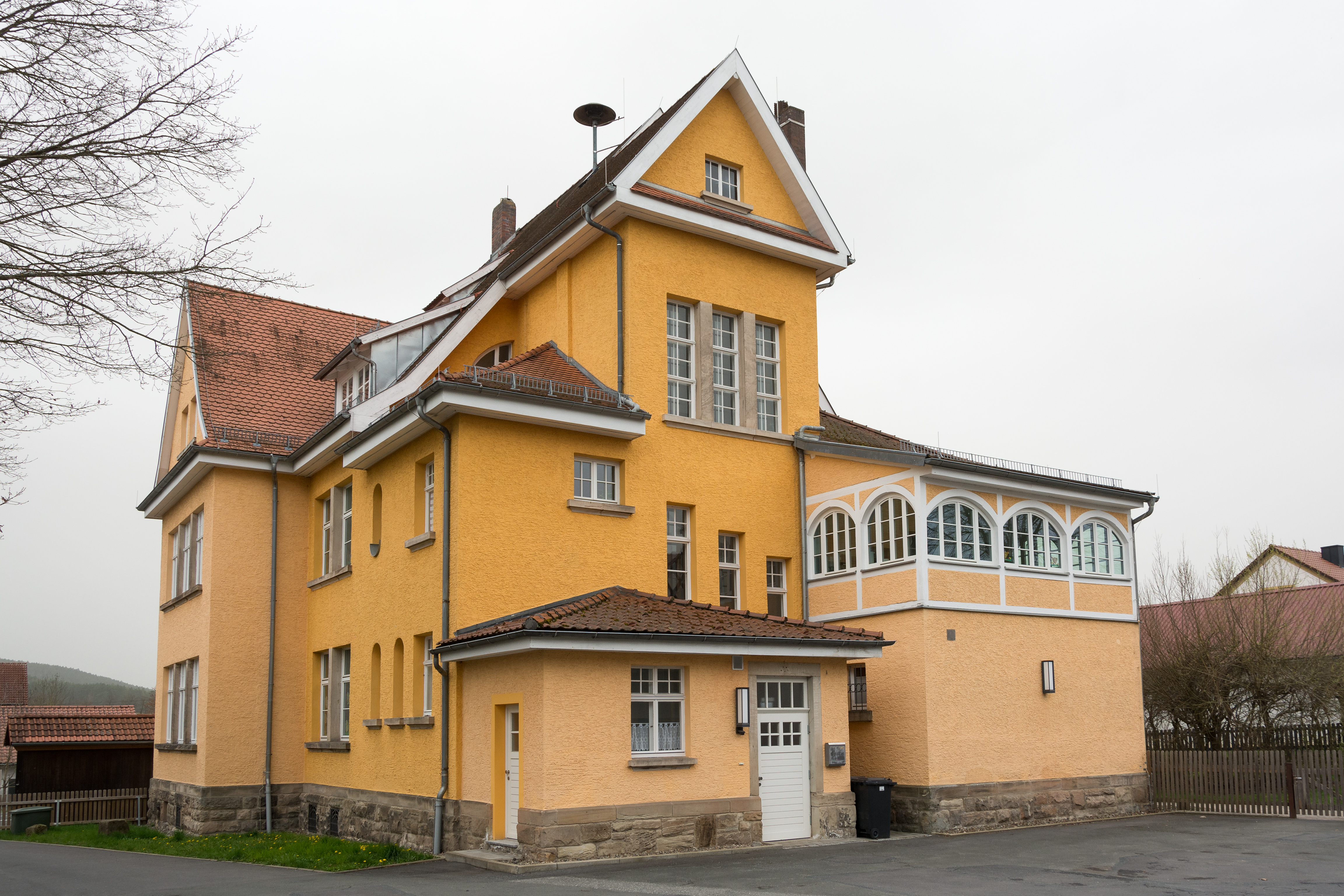
Rückseite des Hauptgebäudes

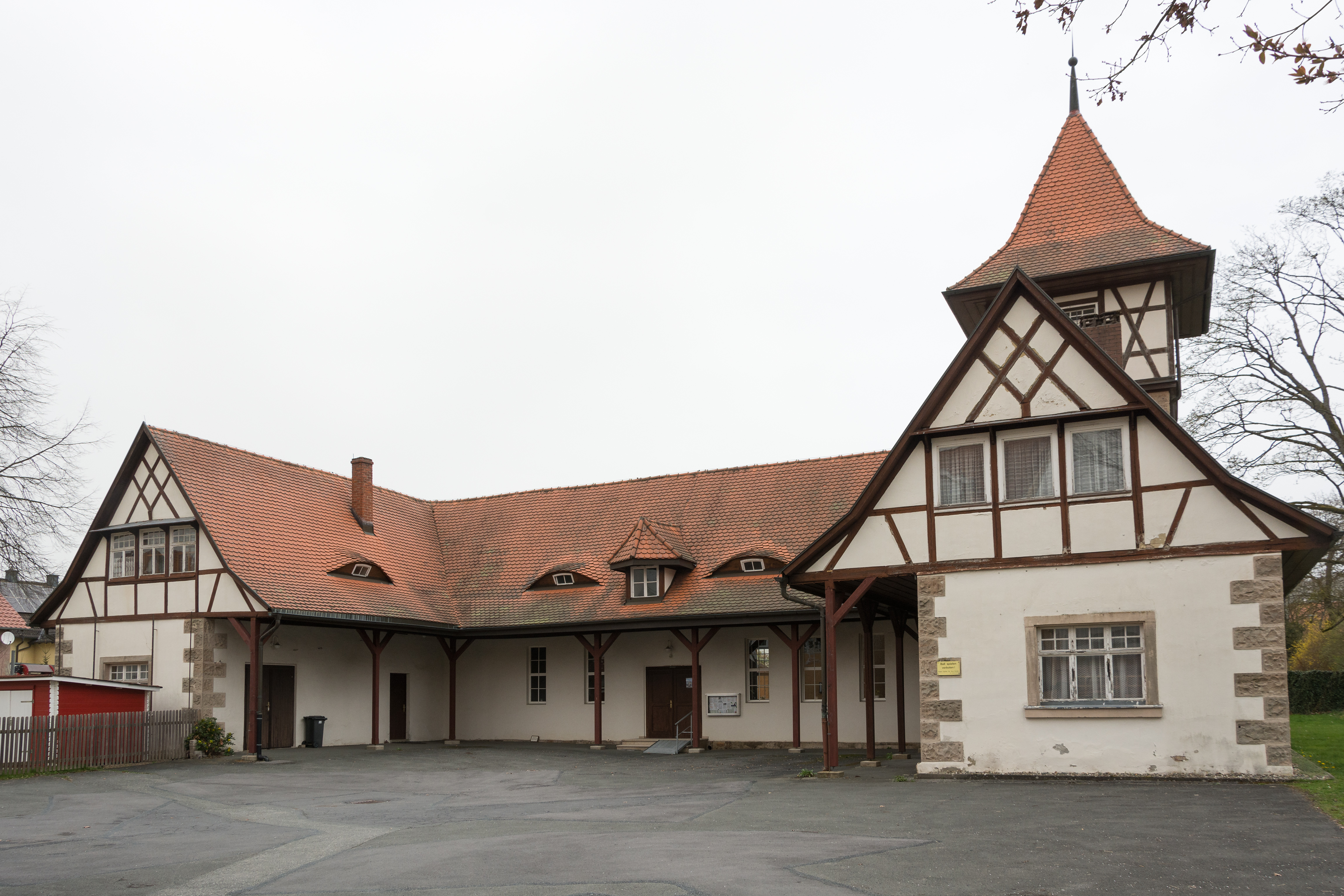
Nebengebäude

Das Anwesen Thüringer Straße 21 in Gundelsdorf, einem Gemeindeteil der oberfränkischen Stadt Kronach, ist ein ursprünglich als Fabrikantenvilla erbautes Gebäude, das nach mehreren Nutzungsänderungen heute als Kindergarten dient. Es ist zusammen mit dem dazugehörigen Nebengebäude als Baudenkmal in die Bayerische Denkmalliste eingetragen.

## Lage und Beschreibung
Bei dem Hauptgebäude handelt es sich um einen im Stil des reduzierten Historismus errichteten, zweigeschossigen Satteldachbau mit kurzem Seitenflügel und rückwärtiger Glasveranda. Es steht im nordöstlichen Teil von Gundelsdorf direkt an der Ostseite der Bundesstraße 85.
Das dreiflügelige Nebengebäude befindet sich östlich des Hauptgebäudes. Es ist ein eingeschossiger Satteldachbau mit Sandsteineckquadern und Fachwerkgiebeln. An der Südostseite befindet sich ein dreigeschossiger Eckturm mit Fachwerkobergeschoss und Spitzhelm.

## Geschichte
Die beiden Gebäude wurden in den Jahren 1909/1910 nach Plänen von Otto Mayer aus Bamberg auf einem ursprünglich 1,6 ha großen, parkartigen Grundstück als Wohnsitz für den Kaufmann Julius Obermeier und dessen Ehefrau Marie erbaut. Nachdem der kinderlose und inzwischen verwitwete jüdische Fabrikant, der 1898 eine Ziegelei in Gundelsdorf erworben hatte, im April 1936 unter ungeklärten Umständen im Amtsgerichtsgefängnis in Kronach zu Tode gekommen war, erbten zwei Nichten seiner Ehefrau sein Vermögen und veräußerten die Grundstücke und Immobilien in der Folgezeit.
Im Januar 1938 erwarb die Nationalsozialistische Volkswohlfahrt das Anwesen und baute es bis Juni 1938 zum Müttererholungsheim um. Mit dem Beginn des Zweiten Weltkrieges wurde die Einrichtung geschlossen; zum 1. September 1939 übernahm der Landkreis Kronach das Heim und nutzte es als Hilfskrankenhaus zur Versorgung der Zivilbevölkerung, da das Kreiskrankenhaus in Kronach als Lazarett diente. Vom 17. September 1939 bis August 1940 waren in dem Gebäudekomplex zusätzlich „Rückwanderer“ aus dem deutsch-französischen Grenzgebiet untergebracht.
Nach dem Ende des Krieges vermietete die Treuhand- und Revisionsgesellschaft in Coburg die Gebäude ab November 1946 an den Landkreis Kronach. Dieser nutzte das Anwesen für Lungenheilzwecke, da im Landkreis aufgrund der zahlreichen Arbeiter in der Porzellan- und Glasindustrie und in den Stein- und Schieferbrüchen mit hoher Staubbelastung unverhältnismäßig viele Fälle von Tuberkulose auftraten. Die Einrichtung, in der ausschließlich Männer untergebracht waren, wurde 1950 aufgelöst, da die Gemeinde Gundelsdorf das Anwesen vom Bayerischen Staat erworben hatte, um dort eine Volksschule einzurichten.
Der Schulbetrieb wurde am 9. Januar 1951 aufgenommen. Neben den Räumlichkeiten für den Lehrbetrieb wurden im Hauptgebäude zwei Dienstwohnungen für Lehrkräfte, eine Küche und eine Volksbibliothek eingerichtet. Weiterhin war die über einen separaten Eingang zugängliche Gemeindekanzlei in dem Gebäude untergebracht. Im Nebengebäude wurden eine Hausmeisterwohnung und eine Schulkapelle eingerichtet, die restlichen Räumlichkeiten dienten als Abstell- und Geräteräume.
Im Jahr 1952 wurde im Nebengebäude die erste landwirtschaftliche Berufsschule des Landkreises eingerichtet, 1953 folgte die Bildung eines Berufsschulverbandes mit Sitz in Gundelsdorf. Durch den Beitritt weiterer Gemeinden zum Berufsschulverband wurden die zur Verfügung stehenden Räumlichkeiten zu klein, weshalb ein Ausbau des Nebengebäudes oder der Neubau eines Lehrgebäudes diskutiert wurden. Mit der Bildung einer landwirtschaftlichen Kreisberufsschule in Kronach wurden diese Pläne jedoch hinfällig und der Berufsschulstandort Gundelsdorf zum 1. September 1968 aufgegeben.

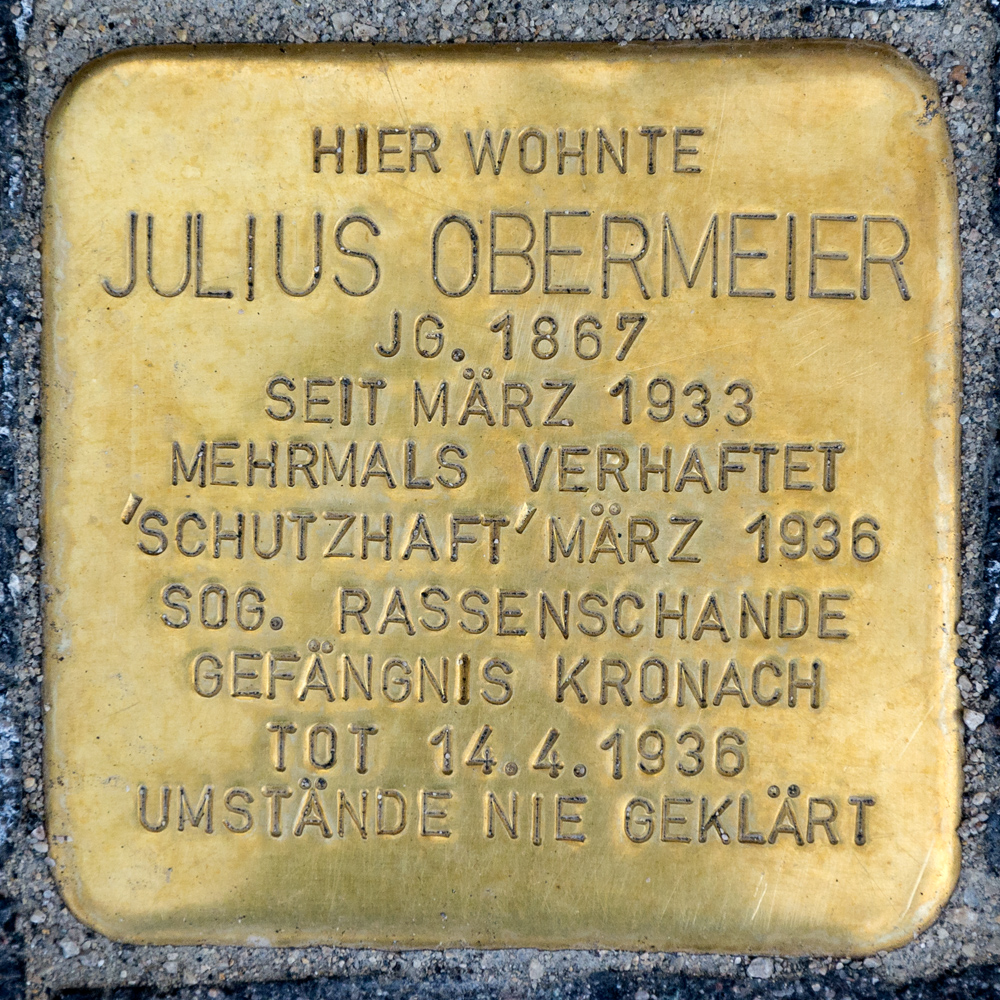
Stolperstein für Julius Obermeier

Durch verschiedene Veränderungen im Volksschulwesen wurde die Zahl der in Gundelsdorf unterrichteten Schulklassen ab dem Schuljahr 1967/1968 geringer. In den frei gewordenen Räumlichkeiten wurde 1968 ein Kindergarten eingerichtet, der 1969 nach dem Umzug der Gemeindekanzlei in das Nebengebäude erweitert wurde. Eine weitere Erweiterung folgte 1975, als der Kindergarten zusätzliche Räume im ersten Obergeschoss bezog. Der Schulbetrieb in dem Gebäude endete mit der Eingemeindung von Gundelsdorf in die Stadt Kronach im Jahr 1978.
Das Nebengebäude wurde in den 1960er und 1970er Jahren der katholischen Jugend zur Verfügung gestellt, heute dient es als Versammlungsraum örtlicher Vereine und als Wahllokal.
Große Teile des umliegenden Parkgeländes wurden in den 1960er und 1970er Jahren als Baugrund ausgeschrieben, im verbliebenen Teil befinden sich ein Spielplatz für die Kindergartenkinder und ein öffentlicher Spielbereich. Daneben wird das Gelände für Veranstaltungen genutzt.
Am 16. Juli 2022 wurde vor dem Hauptgebäude zum Gedenken an Julius Obermeier ein Stolperstein verlegt.